# Cathédrale Saint-Joseph de Toamasina
La cathédrale Saint-Joseph de Toamasina est une cathédrale catholique située à Toamasina, une ville de la côte est de Madagascar. Elle se trouve boulevard Ratsimilaho, face à l'océan Indien, sa façade tournée vers le port et la rade de Tamatave. Elle est le siège de l'archidiocèse de Toamasina.

## Histoire
En octobre 1861, les pères Faure et Pagès, missionnaires jésuites, arrivent à Tamatave pour y fonder la première mission catholique de la ville. Le 28 février 1864, ils y construisent une première église en bois ; celle-ci est détruite et reconstruite plusieurs fois à la suite de cyclones, notamment en 1867, en 1872 et en 1927. L'actuelle édifice a été édifié en 1932 à l'occasion du centenaire de la mort d'Henri de Solages, prêtre missionnaire, fondateur de l'Église catholique malgache.
Ce dernier qui arriva à Madagascar par le port de Tamatave, le 17 juillet 1832, mourut d'épuisement et de maladie le 8 décembre 1832 à Andevoranto à moins de 100 km au sud de ville. Il est enterré sommairement sur place et des fouilles effectuées en janvier 1932 permettent de retrouver les restes de sa dépouille qui sont alors transférés dans la nouvelle église qui est bénie le 24 avril 1934 par Charles Givelet et Étienne Foucardier. Celle-ci devient cathédrale lors de la transformation du vicariat apostolique de Tamatave en diocèse, le 14 septembre 1955.

## Architecture
L'édifice de style néo-roman mesure 48 m de longueur et 19 m de largeur. La façade principale est encadrée par deux tours carrées : celle de droite abritant une cloche et celle de gauche deux cloches.